# 保罗·因斯
保羅·艾馬臣·卡爾高·恩斯（英語：Paul Emerson Carlyle Ince，1967年10月21日—）是一名前職業足球員，司職防守中場，是前英格蘭國家隊成員，曾效力數間著名球會如韋斯咸、曼聯、利物浦及國際米蘭等等。退役後曾擔任馬爾斯菲、米尔顿凯恩斯、布力般流浪及黑池的領隊，是英超成立後首名英格蘭籍黑人領隊。
恩斯的兒子湯馬士（Thomas Ince）於2008年夏季加入利物浦青年軍，現時效力雷丁。

## 生平

### 球會
恩斯於19歲之年便首次代表韋斯咸一隊上陣，僅僅花了一年時間便成為球隊的重心球員，他出色的體能、準確的攔截、打不死的精神以及強勁的遠射能力令他成為一名被寄予厚望的年青球員。在「鐵鎚」待了4個年頭後，曼聯以當時的高價100萬鎊把他帶到老特拉福德球場。
來到曼聯後恩斯很快便成為了中場線上不可或缺的戰力，他到步後首年便協助球隊贏得足總盃。其後，隨著曼聯的「神奇隊長」布萊恩·羅布森開始走下坡，恩斯便慢慢成為了曼聯中場的領軍人物。往後的日子，與恩斯並肩作戰的還有一眾名將如埃里克·坎通納、舒米高、艾雲及布魯士等，他們先後贏盡了各項錦標。可惜，於1995年恩斯因為與領隊費格遜傳出不和而被賣到意大利甲組足球聯賽勁旅國際米蘭。
恩斯在國際米蘭過得不過不失，在兩個年頭內上陣了54場賽事，射入10球。1997年，他選擇回到利物浦。
在利物浦，恩斯表現不錯，他和麥馬拿文、科拿等年青球星非常合拍，後來他更成為了隊長。在利物浦待了2年後，他被當時的領隊侯利亞放棄，被逼轉會至米杜士堡。
往後的日子，恩斯無論在米杜士堡或狼隊，始終未能踢回他的最佳水準，於2006年，恩斯轉戰到較低級別的聯賽。

### 國家隊
恩斯是英格蘭國家隊歷史上首位黑人隊長，他曾以代隊長身份正選出戰對美國國家隊的友賽。
這名中場硬漢曾參於1996年於英格蘭舉行的歐洲國家盃，當時身為東道主的英格蘭取得不俗成績，成功殺入4強。
其後恩斯亦有參與1998年世界盃，在這項賽事當中，恩斯與史高斯及柏提鎮守中場中路，可惜表現未如理想，球隊最後於16強出局。
2年後恩斯再入參英格蘭大軍出戰2000年歐洲國家盃，雖然球隊擁有奧雲、恩斯、舒寧咸、舒利亞、碧咸及麥馬拿文等球員的星級陣容，但英格蘭的表現卻再一令人失望，更於小組賽列第三名飲恨出局。一眾球員包括恩斯在內回國後被傳媒大肆抨擊。

### 領隊
2006年8月31日，因斯加盟由老友丹尼斯·韋斯帶領的史雲頓出任球員兼教練。同年10月23日他轉投馬爾斯菲擔任球員兼領隊，但由於已註冊為史雲頓的球員，需待來年冬季轉會窗重開才可為馬爾斯菲上陣。當因斯接手執教馬爾斯菲時，球隊位於英乙榜末，距離最接近對手7分，直到第廿輪賽事才錄得首場勝仗，但因斯扭轉形勢，帶領球隊連續9場不敗，為他贏得2006年12月份「英乙每月最佳領隊」；直到2007年5月7日聯賽煞科日，因斯以後補身份為馬爾斯菲在主場1-1賽和諾士郡上陣5分鐘，是他唯一一場以球員身份替馬爾斯菲上陣，亦是其職業生涯最後一場賽事，而馬爾斯菲亦以這寶貴1分獲得留級資格。
2007年6月25日，因斯加盟另一支英乙球隊米爾頓凱恩斯擔任全職領隊，亦正式打嚮名堂，球隊於9月份進佔榜首，因斯先後獲得10月份、12月份及4月份「英乙每月最佳領隊」，更帶領球隊獲得英格蘭聯賽錦標及聯賽雙料冠軍，來季升班英甲。
2008年6月22日，因斯接替馬克·曉士受聘為英超球會布力般流浪領隊。12月16日上任後只錄得聯賽17戰3勝的差劣成積而被辭退。2009年7月3日重作馮婦，返回米尔顿凯恩斯任教，在球季結束前因斯以球隊來季縮減預算為由宣佈季後離隊。
2010年10月28日，因斯與英甲球會諾士郡簽署三年另八個月合約執掌帥印，是球隊近一年來第六任領隊。2011年4月3日在球隊五連敗後與諾士郡協議提前解約。

## 榮譽
球員
- 英格蘭超級聯賽
  - 冠軍（2）：1993年、1994年；
- 英格蘭足總盃
  - 冠軍（2）：1990年、1994年；
  - 亞軍（1）：1995年；
- 英格蘭社區盾
  - 冠軍（3）：1990年、1993年、1994年；
- 歐洲盃賽冠軍盃
  - 冠軍（1）：1991年；
- 歐洲超級盃
  - 冠軍（1）：1991年；
- 英格蘭聯賽盃
  - 冠軍（1）：1992年；
- 歐洲足協盃
  - 亞軍（1）：1997年；

領隊
- 足總錦標
  - 冠軍（1）：2008年；
- 英格蘭乙級聯賽
  - 冠軍（1）：2008年；

## 註腳
1. 1 2  . BBC Sport. 2008-06-22  [2010-10-29]. （原始内容存档于2008-12-10） （英语）.
2. ↑  .   [2008-05-22]. （原始内容存档于2008-06-27）.
3. ↑  . BBC Sport. 2007-05-05  [2010-10-29]. （原始内容存档于2018-10-03） （英语）.
4. ↑  . BBC Sport. 2007-06-25  [2010-10-29]. （原始内容存档于2018-10-03） （英语）.
5. ↑  Lowly Blackburn sack manager Ince （页面存档备份，存于），2008年12月16日，BBC Sport，於2008年12月16日查閱 （英文）
6. ↑  . BBC Sport. 2009-07-03  [2009-07-04]. （原始内容存档于2020-05-03） （英语）.
7. ↑  . telegraph.co.uk. 2010-04-16  [2010-10-29]. （原始内容存档于2020-11-01） （英语）.
8. ↑  . BBC Sport. 2010-10-28  [2010-10-29]. （原始内容存档于2020-11-09） （英语）.
9. ↑  . BBC Sport. 2011-04-03  [2011-04-04]. （原始内容存档于2011-04-06） （英语）.

## 外部連結
- 足球数据库：保罗·因斯的球员统计数据
- 足球資料庫：保罗·因斯的領隊統計數據